# Жінки у Вірменії
Жінкам Вірменії ґендерна рівність офіційно гарантована з моменту створення Республіки Вірменія в 1991 році. Це дозволило жінкам брати активну участь у всіх сферах вірменського життя. Вірменські жінки досягли визначних позицій у сфері розваг, політики та інших сфер.

## Робота та бізнес

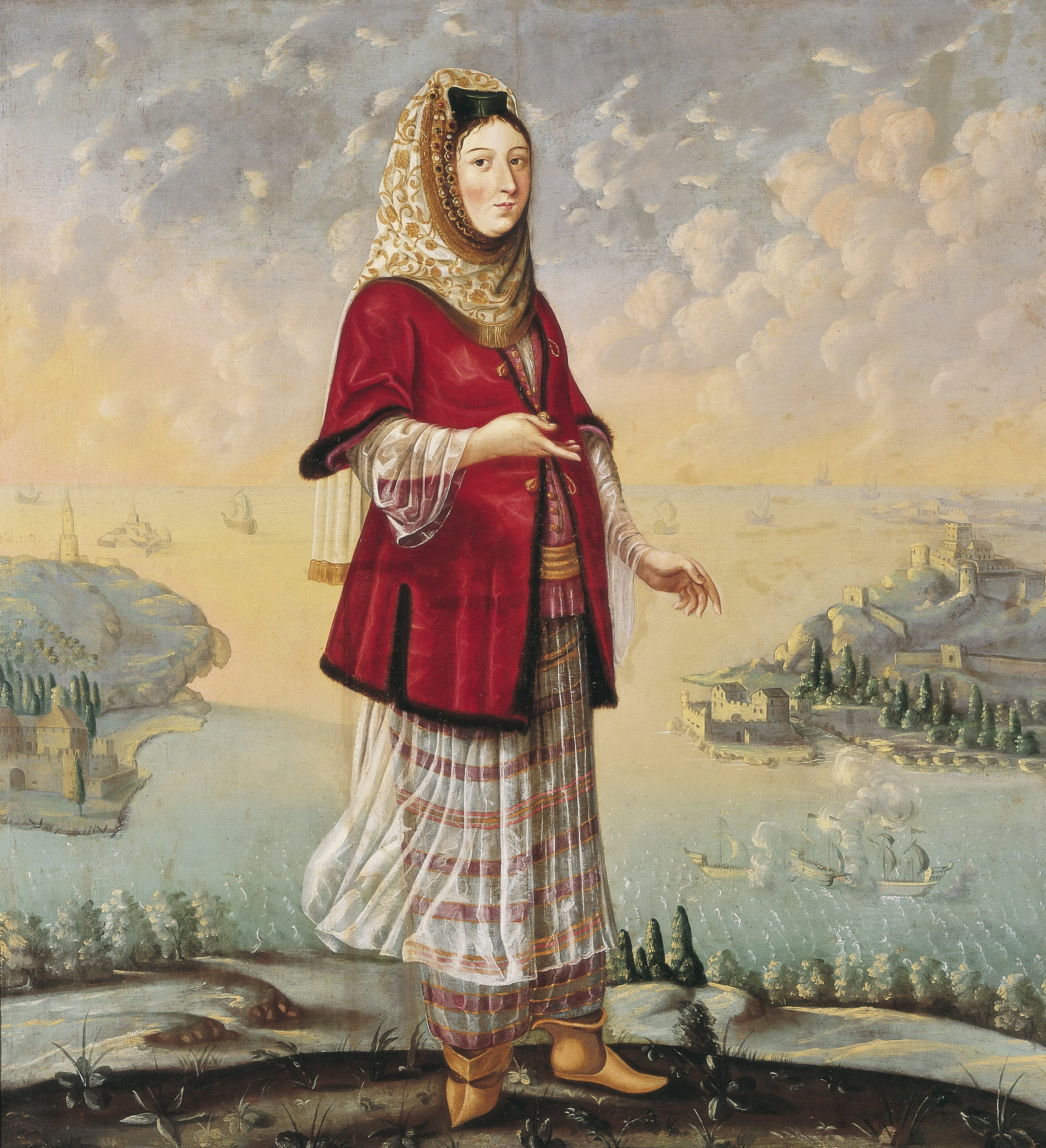
Зображення вірменської жінки (близько 1682 р.)

Згідно з опитуванням бізнесу Grant Thornton International 2011 року, у 2010 році жінки займали 29% керівних посад найвищого рівня Вірменії. Однак у 2011 році ця цифра знизилася до 23%. За даними звіту ООН, у 2011 році в Вірменії було 24 жінки-мери та лідерки громад; ще 50 жінок займали адміністративні посади нижчого рівня.

## Традиційний статус
Хоча деякі націоналістичні феміністки з початку ХХ століття сучасності позиціонують стародавнє вірменське суспільство і право як дружні до жінок, доказів цього твердження практично немає. Правовий кодекс Мхітар Гос, що датується XII століттям, прагнув підвищити статус жінок з колишнього рівня, проте кодекс явно закріплює чоловіче панування і забороняє розлучення, навіть у випадку домашнього насильства або зґвалтування у шлюбі. Його найбільш прогресивні елементи, здається, ніколи не застосовувалися в суспільстві в цілому, і в XVIII—XIX ст. як зовнішні, так і внутрішні звіти в переважній більшості коментували низький статус жінок у традиційному вірменському суспільстві. 
Одружені жінки були практично рабинями сімей їхніх чоловіків, хоча з часом ситуація поступово покращувалася. Протягом першого року шлюбу жінкам не дозволялося розмовляти з будь-ким, крім свого чоловіка, і виходити з дому. У деяких селах ці обмеження продовжувалися навіть після народження першої дитини і, можливо, тривали більше десяти років. Самогубство серед жінок було більш поширеним, ніж серед чоловіків, на противагу ситуації на заході.
Незважаючи на неповноцінне становище жінок у вірменському суспільстві, Вірменська апостольська церква дозволяла жінкам мати більше можливостей для займанняя церковних посад, ніж більшість інших християнських церков. Однак, на відміну від східних православних, вони рішуче виступали проти розлучення, в результаті чого рівень розлучень у традиційній Вірменії завжди був одним з найнижчих у християнському світі.

## Насильство проти жінок
Згідно з ВООЗ, від 10% до 60% вірменських жінок потерпали від домашнього насильства у 2002 році; невизначеність даних пояснювалася заниженням рівня домашнього насильства у Вірменії. Зазначається, що заниження кількості повідомлень відбувається через ставлення до домашнього насильства як до приватної сімейної справи. Крім того, розлучення з чоловіком — навіть зловмисне — викликає «соціальну ганьбу», оскільки сім'ї жінок, які подають заяву про розлучення або повідомляють про домашнє насильство, вважаються приниженими. Іншими факторами, що сприяють, є відсутність або нижчий рівень обізнаності вірменських жінок щодо своїх прав та способів захисту від зловживань.

## Політика
Майже повна відсутність жінок у вірменській владі привела до того, що вірменські жінки розглядаються іноземними спостерігачами «серед найменш представлених». У 2007 році лише 7 жінок займали парламентські посади. Крім того, місце вірменських жінок у політиці часто знаходиться в приватній сфері. Часто їх вступ до публічної сфери цінується лише тоді, коли вони відображають образ жіночого ідеалу, заснованого на суспільних очікуваннях, які продовжують ставити бар'єри політичній, соціальній та економічній діяльності жінок.
В травні 2007 року прийнято законодавчий декрет, «закон про гендерні квоти», шляхом якого більше вірменок заохочувалися до участі у політиці.
У 2015 році політична діячка та адвокатка Арпіне Ованнісян стала першою жінкою на посаді міністра юстиції у Вірменії, яку обіймала до 2017 року. Грануш Гакобян - політична діячка з найдовшим стажем в Національних зборах Вірменії.

## Здоров'я і добробут
У 2010 і 2011 роках, в рамках Жіночого місяця та в рамках благодійної програми «Для Вас, жінок», Медичний Центр Сурб Аствакамяр у вірменській столиці Єреван запропонував місяць безкоштовних гінекологічних та хірургічних послуг вірменкам. Жінки з усієї країни приїхали звертатися за лікуванням.

### Селективні аборти
Через патріархальні гендерні стереотипи про те, що мати сина є ніби-то кращим, ніж мати дочку, проблемою у Вірменії є селективні аборти.
Демографічний баланс, при цьому, є зсунутим в бік жінок через сильну еміграцію у формі «відтоку мізків» (молодь Вірменії виїжджає за кордон у пошуках роботи): в країні більше молодих жінок, ніж чоловіків, особливо серед 20-30-річних: жінки складають 55,8% населення у віці 15–29 років.

## В літературі
Найдавнішим літературним виразом вірменських жінок з нині доступних в письмовій формі, є поезія двох вірменок середини VIII століття, Хосровідухт з Гохтна і Саакдухт з Сюника.
Після вірменського літературного відродження XIX-го століття і поширення можливостей для освіти жінок з'явився ряд інших письменниць, серед яких феміністська письменниця XIX століття Србуї Дюссап(вважається першою у Вірменії жінкою-романісткою.) Вона, як і її сучасниця Забел Сібіл Асадур, загалом асоціювались з Константинополем і західною вірменською літературною традицією. 
Забел Єсаян також народилась в Константинополі, поєднала свою творчість зі східною вірменською літературою, поселившись в Радянську Вірменію в 1933 році. 
Літературний ренесанс і супутній йому голос протесту також мали своїх представниць на Сході з поетесою Шушанік Кургінян (1876—1927) з Олександрополя (сьогодні Гюмрі). Сільва Капутікян і Маро Маркарян є, мабуть, найвідомішими поетесами Вірменії ХХ століття і продовжують традицію політичної мови через поезію.

## Відомі вірменки
Королеви та принцеси
- Ерато, цариця Великої Вірменії з 10 до н. е. до 2 р. до н. е. зі своїм братом-чоловіком Тиграном IV.
- Ашхен, дружина Тірдата III.
- Ізабелла I Вірменська, цариця кілікійської Вірменії (1219—1252).

Сучасні вірменки
- Забел Єсаян (1878—1943), романістка, перекладачка.
- Сільва Капутікян (1919—2006), одна з найвідоміших осіб у вірменській літературі ХХ століття[22].
- Гоаріна Гаспарян (1924—2007), оперна співачка.
- Лусіне Закарян (1937—1992), сопрано.
- Галя Новенц (1937—2012), акторка сцени і кіно.
- Асмік Папян (нар. 1961), сопрано.
- Заруї Постанджян[en] (нар. 1972), політична діячка, активістка, член парламенту.
- Назелі Авдалян[en] (нар. 1986), важкоатлетка, чемпіонка світу.
- Сюзанна Кентікян (нар. 1987), професійна боксерка, колишня чемпіонка світу з мінімальною вагою.
- Івета Мукучян (нар. 1986), співачка, авторка пісень, модель і акторка.

Вірмеки діаспори (повне вірменське походження)
- Діана Абгар (1859—1937), вірменська письменниця, дипломатка і амбасадорка у Японії першої Республіки Вірменія.
- Аврора Мардіганян[en] (1901—1994), авторка, акторка, що вижила в геноциді вірмен.
- Кей Армен[en] (1915—2011), вірменська американська співачка.
- Ірене Зазянс[en] (1927—2012), іранська акторка.
- Сільвія Вартан (нар. 1944), французька співачка і акторка, народилася в Болгарії.
- Кім Кашкашян[en] (нар. 1952), скрипалька, лауреатка Греммі.
- Анджела Сарафян (1983), вірменська американська акторка.
- Татев Абрамян[en] (нар. 1988), американська шахматистка вірменського походження, гросмейстерка.

Відомі жінки з частково вірменським походженням
- Шер (нар. 1946), американська співачка.
- Стефані Топалян[en] (нар. 1987), японська співачка та авторка пісень.
- Анна Дер-Вартанян (нар. 1920), перша жінка майстер чиф-петті офіцер в історії флоту США.
- Сян Еліас[en] (нар. 13 березня 1949), головна суддя Нової Зеландії.
- Кім Кардаш'ян (нар. 21 жовтня 1980), американська телевізійна зірка, модель, акторка, учасниця реаліті-шоу.